# Chaetomitrium spinosum
Chaetomitrium spinosum är en bladmossart som beskrevs av Edwin Bunting Bartram 1957. Chaetomitrium spinosum ingår i släktet Chaetomitrium och familjen Hookeriaceae. Inga underarter finns listade i Catalogue of Life.